# Santa Catarina La Tinta
Santa Catarina La Tinta är en kommun i Guatemala.   Den ligger i departementet Departamento de Alta Verapaz, i den centrala delen av landet, 100 km nordost om huvudstaden Guatemala City.